# Abu Ubaidá
Abu Ubaidá ou Ubayda (em árabe: أبو عبيدة; romaniz.: Abu 'Ubayda, Ma'mar ibn ul-Muthanna; Baçorá, 728 — Baçorá, 825) foi um dos primeiros estudiosos muçulmanos da filologia árabe. Foi uma figura controversa; mais tarde, o estudioso ibne Cutaiba comentou que Abu Ubaidá “odiava os árabes”, embora seus contemporâneos ainda o considerassem, talvez, o estudioso mais completo de sua época. Se Abu Ubaidá era ou não um verdadeiro defensor do Shu'ubiyya, um movimento literário-político que se opôs à condição privilegiada dos árabes na comunidade muçulmana e às campanhas de arabização, particularmente pelos omíadas, é uma questão de debate.

## Biografia
Abu Ubaidá era originalmente de ascendência judaico-persa. Em sua juventude, foi aluno de Abu Anre al-Basri, Iunus ibne Habibe e Alaquefaxe Alaquebar, mais tarde foi contemporâneo de Alasmai, e em 803 foi chamado a Bagdá pelo califa Harune Arraxide. Em um incidente relatado por vários historiadores, o califa Arraxide trouxe um cavalo e pediu a Alasmai e Abu Ubaidá (que também havia escrito extensivamente sobre zoologia) que identificassem os termos corretos para cada parte da anatomia do cavalo. Abu Ubaidá se desculpou pelo desafio, dizendo ser linguista e antologista, e não veterinário; Alasmai, então, montou no cavalo, identificou cada parte de seu corpo e deu exemplos da poesia árabe beduína, estabelecendo os termos como vocabulário árabe adequado. Entre seus alunos estava o famoso músico Ishaq al-Mawsili.
Foi um dos estudiosos mais eruditos e autoridade de sua época em todos os assuntos relacionados à língua árabe, antiguidades e histórias, e é constantemente citado por autores e compiladores posteriores. Al-Jāḥiẓ o considerava o mais erudito em todos os ramos do conhecimento humano, e ibne Hixame aceitava sua interpretação até mesmo de passagens do Alcorão. Embora Abu Ubaidá não conseguisse recitar um único versículo do Alcorão sem cometer erros de pronúncia, era considerado um especialista nos significados linguísticos dos versos, especialmente no que diz respeito ao vocabulário raramente usado. Os títulos de 105 de suas obras são mencionados no al-Fihrist de ibne Nadim, e seu Livro dos Dias é a base de partes da história de Ali ibne Alatir e do Livro das Canções (Kitab al-Aghani) de Abu Alfaraje de Ispaã, mas nada dele (exceto uma canção) parece existir atualmente de forma independente.
Abu Ubaidá morreu em Baçorá em 825.

## Legado
A natureza exata das opiniões religiosas e etnocêntricas de Abu Ubaidá é motivo de debate. O historiador escocês Hamilton Alexander Rosskeen Gibb afirma que antes das acusações de ibne Cutaiba, séculos depois, ninguém havia acusado Abu Ubaidá de preconceito contra os árabes; ao contrário, Gibb afirma que isso era resultado de sua condição de carijita, uma seita medieval de muçulmanos diferente de sunitas e xiitas. Hugh Chisholm discorda, afirmando que Abu Ubaidá não era nem carijita, nem racista, mas simplesmente um defensor do movimento Shu'ubiyya e se opunha à ideia de que os árabes eram inerentemente superiores a outras raças. Na descrição de Chisholm, ele tinha prazer em mostrar que palavras, fábulas, costumes, etc., que os árabes acreditavam ser peculiarmente seus, eram derivados dos persas. Neste campo ele foi o grande rival de Alasmai. Os pontos de vista de Abu Ubaidá diferiam acentuadamente em relação ao árabe e ao Corão; ele negou que o Alcorão continha qualquer vocabulário que não fosse árabe, uma posição para a qual comentaristas posteriores, como Al-Suyuti se opuseram.
Independentemente de qualquer controvérsia, a influência de Abu Ubaidá é bem conhecida. Quase metade de todas as informações sobre a Arábia antes do Islã relatado por autores posteriores foi por intermédio de Abu Ubaidá, e ele escreveu o mais antigo tafsir existente, ou comentário sobre o Alcorão, a base para explicar quaisquer versos na biografia profética escrita por ibne Hixame.